# Pièce d'un demi dime de dollar américain
La pièce d'un demi dime de dollar américain, est une pièce d'argent, d'une valeur de cinq cents, anciennement frappée aux États-Unis.
Certains numismates considèrent cette dénomination comme la première pièce frappée par la Monnaie des États-Unis en vertu du Coinage Act de 1792, la production ayant débuté vers juillet 1792. Cependant, d'autres considèrent que le demi-dime de 1792 n'est rien d'autre qu'une pièce modèle, ou pièce test, et cette question continue de faire l'objet d'un débat.
Le diamètre et l'épaisseur de ces pièces sont nettement inférieurs à ceux des pièces de dix cents (appelés dimes), ce qui les fait ressembler à des « demi-dîmes ». Dans les années 1860, de puissants intérêts promouvant l'utilisation du nickel comme métal pour la frappe de monnaie font pression avec succès pour la création de nouvelles pièces de trois et cinq cents, qui seraient fabriquées dans un alliage de cuivre et de nickel ; la production de ces pièces commence en 1865 et 1866, respectivement. L'introduction des pièces de trois et cinq cents en alliage cuivre-nickel rend superflues les pièces d'argent de la même dénomination, et les deux dénominations d'argent sont supprimées en 1873.

## Half Dime (1792)
Le demi-disme est l'une des premières pièces produites par la Monnaie des États-Unis nouvellement créée. Au moins 1 500 pièces sont frappés en 1792, ce qui en ferait techniquement la première pièce à frappe commerciale frappée par la Monnaie. Ce statut est toutefois contesté, la Monnaie reconnaissant le chain cent (en) de 1793 comme tel,.
La plupart des Américains, ne sachant pas comment prononcer le mot français « disme », appellent la pièce « dime ». Lorsque la production de demi-dismes reprend en 1794, le « s » est supprimé.

## Flowing Hair (1794–1795)
La pièce de cinq cents Flowing Hair est conçue par Robert Scot et ce même motif est également été utilisé pour les pièces d'argent d'un demi-dollar et d'un dollar frappées au cours de la même période. L'avers porte un portrait de la Liberté similaire à celui figurant sur les demi-cents et les cents de 1794, mais sans le bonnet et la perche de la Liberté. La version 1794 est frappée à 7 765 exemplaires, tandis que la version 1795 est produite à 78 660 exemplaires.

## Draped Bust (1796–1805)

### Revers petit aigle (1796–1797)

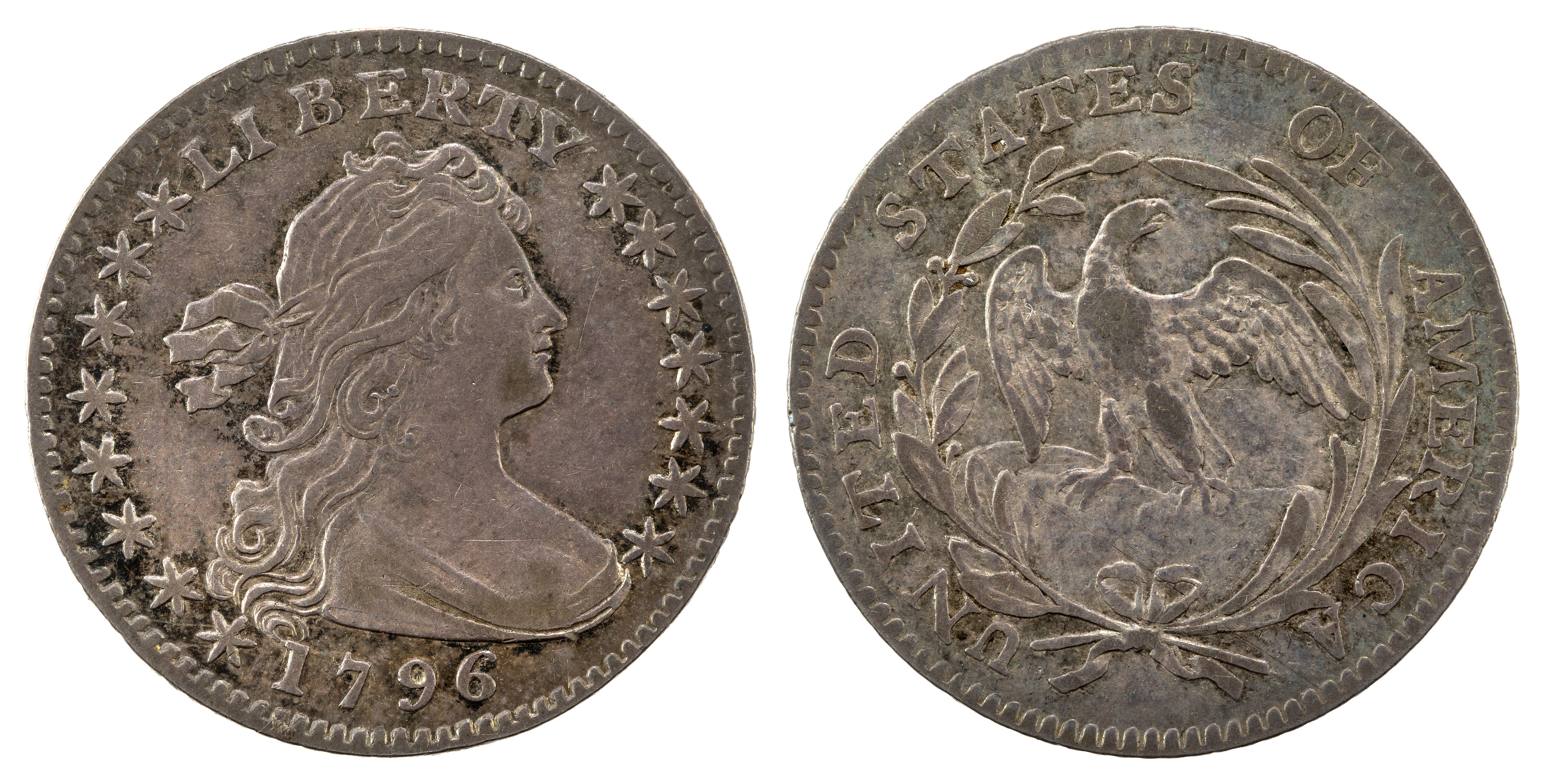
La pièce Draped Bust avec le revers petit-aigle de 1796.

L'avers de la pièce de cinq cents Draped Bust est réalisé d'après un croquis de l'artiste Gilbert Stuart, et les matrices sont gravées par Robert Scot et John Eckstein (en). La variété primaire de 1796 porte quinze étoiles représentant le nombre d'États de l'Union de l'époque. En 1797, des variétés à quinze et seize étoiles sont produites — la seizième étoile représentant le Tennessee nouvellement admis — ainsi qu'une variété à treize étoiles après que la Monnaie réalise qu'elle ne peut pas continuer à ajouter des étoiles au fur et à mesure que de nouveaux États rejoignent l'Union. Le revers porte une couronne ouverte entourant un petit aigle perché sur un nuage. 54 757 demi-dimes de ce modèle sont frappées.

### Revers aigle héraldique (1800–1805)

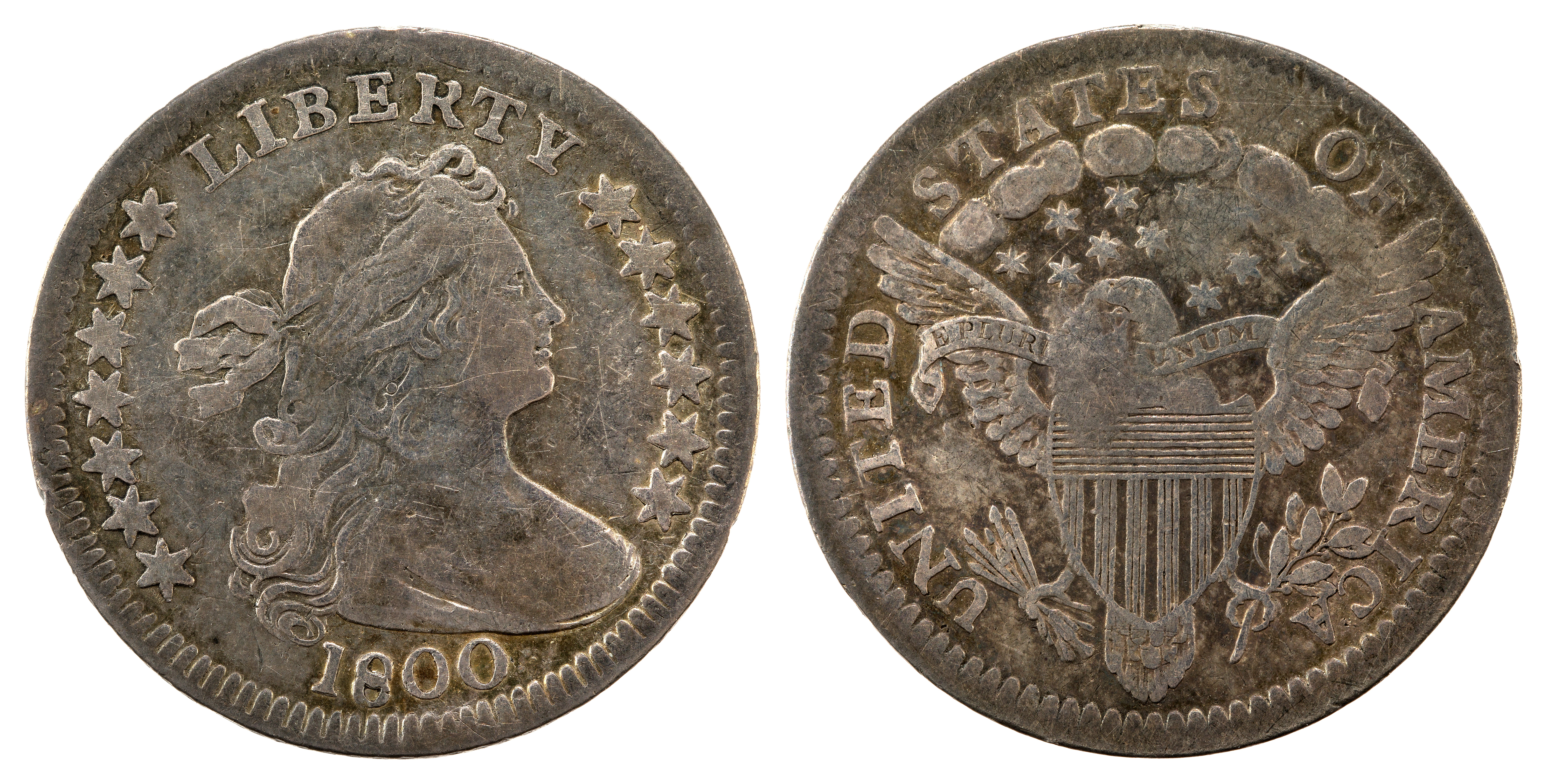
La pièce Draped Bust avec le revers aigle héraldique de 1800.

Après une interruption de deux ans, la frappe des demi-dimes reprend en 1800. L'avers reste essentiellement le même que celui de la version précédente, mais le revers est considérablement modifié. L'aigle qui figure au revers a désormais les ailes déployées, dans le style héraldique. Ce motif de revers apparaît pour la première fois sur les quarter et les half-eagles en or, puis sur les dimes et les dollars dans les années 1790. Le tirage de cette série ne dépasse jamais les 40 000 exemplaires, aucun n'étant produit en 1804. Aucune dénomination ou marque d'atelier n'apparaît sur les pièces ; toutes sont frappées à Philadelphie.

## Capped Bust (1829–1837)

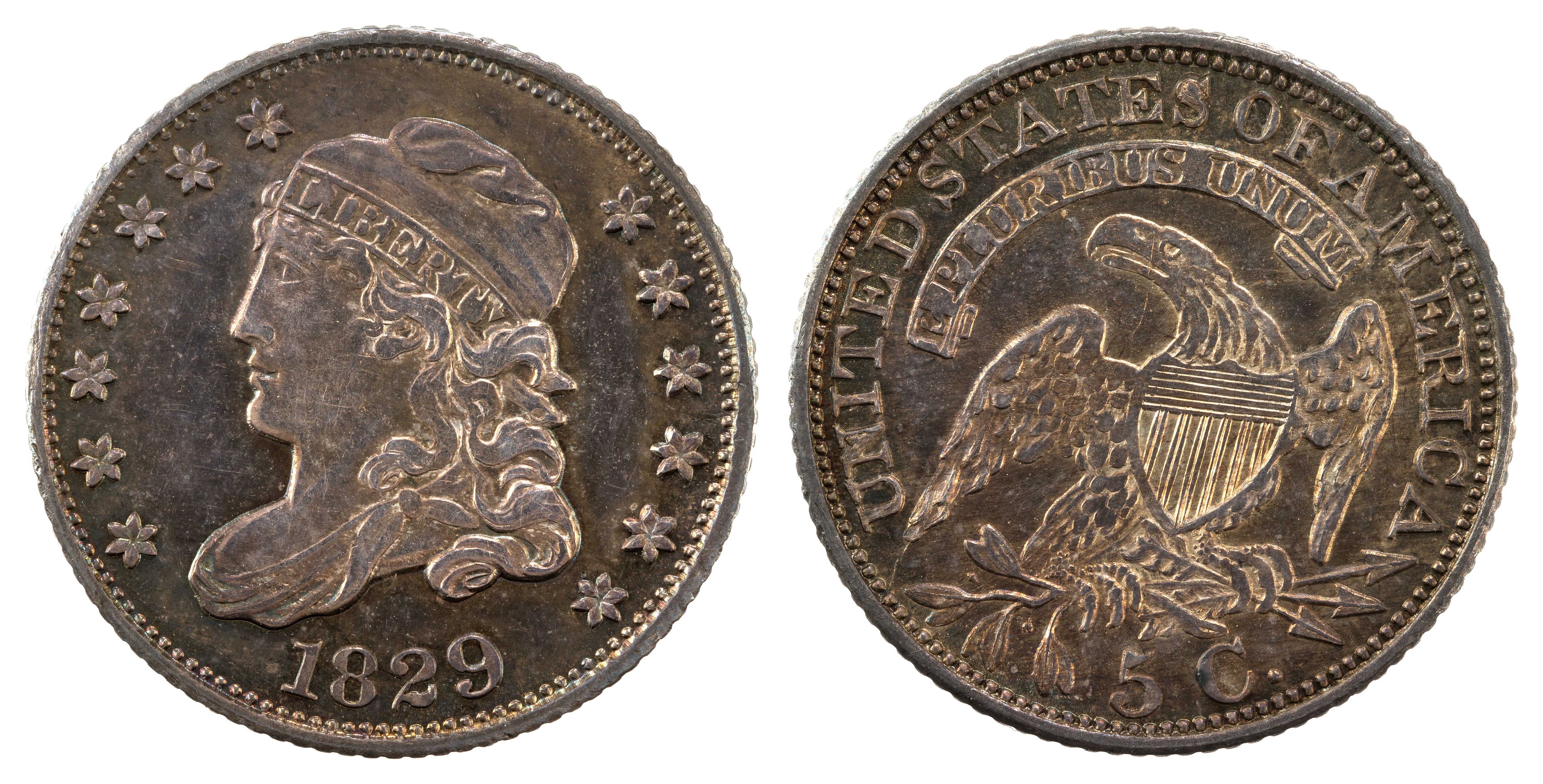
La pièce Capped Bust de 1829.

La production de demi-dimes reprend en 1829 sur la base d'un nouveau dessin du graveur en chef William Kneass, qui aurait adapté un dessin antérieur de John Reich. Toutes les pièces sont frappées à Philadelphie et ne portent pas de différent. Le plus grand nombre de pièces en circulation de la série est atteint en 1835, avec 2 760 000 pièces frappées, et le plus petit nombre, 871 000, en 1837. Les demi-dimes Capped Bust et Seated Liberty sont tous deux frappés en 1837.

## Seated Liberty (1837–1873)
Il s'agit des derniers demi-dimes en argent produits. Le motif représente la Liberté assise sur un rocher et tenant un bouclier. Il est conçu en 1835 et utilisé pour la première fois sur les modèles de dollars en argent de 1836. La série est divisée en plusieurs sous-types. Le premier, frappé à Philadelphie en 1837 et à La Nouvelle-Orléans en 1838, ne comporte pas d'étoiles à l'avers. En 1838, un demi-cercle de 13 étoiles est ajouté autour du bord de l'avers, et ce modèle de base est utilisé jusqu'en 1859. En 1853, de petites flèches sont ajoutées de chaque côté de la date pour refléter une réduction du poids due à l'augmentation du prix de l'argent, et elles restent en place jusqu'en 1855. Elles sont ensuite supprimées en 1856, et le dessin antérieur est repris jusqu'en 1859. En 1860, les étoiles de l'avers sont remplacées par l'inscription « UNITED STATES OF AMERICA » et la couronne du revers est élargie. Ce dessin reste en place jusqu'à la fin de la série. Le demi-dime Seated Liberty est produit aux ateliers de Philadelphie, de San Francisco et de la Nouvelle-Orléans, pour un total de 84 828 478 pièces frappées pour la circulation,.
En 1978, un collectionneur de pièces de monnaie surprend la communauté des collectionneurs de pièces avec un demi-dime de 1870-S (San Francisco), que l'on pense avoir trouvée dans le coffret d'un marchand de pièces bon marché lors d'une exposition. D'après les registres de la Monnaie pour 1870, aucune pièce de dix cents n'est frappée à San Francisco ; il s'agit pourtant d'une véritable pièce de dix cents de 1870. Lors d'une vente aux enchères organisée plus tard la même année, elle est vendue pour 425 000 dollars. On pense qu'un autre exemplaire pourrait exister — avec d'autres dénominations frappées cette année-là à San Francisco — dans la pierre angulaire de l'ancien hôtel des monnaies de San Francisco. Plus tard, en juillet 2004, la pièce découverte se vend 661 250 $ en MS-63 lors d'une vente aux enchères de Stack's Bowers,.
|                                                 |
| La variété « no stars » (sans étoiles) de 1837. |

|                                                   |
| La variété « no drapery » (sans draperie) de 1839 |

|                                          |
| La variété « arrows » (flèches) de 1855. |

|                                         |
| La variété « stars » (étoiles) de 1858. |

|                                          |
| La variété « legend » (légende) de 1839. |

## Bibliograhie
- Q. David Bowers, United States Three-Cent and Five-Cent Pieces: An Action Guide for the Collector and Investor. Wolfeboro, NH: Bowers and Merena Galleries, 1985.